# Chapelle Sainte-Christine de Reviers
La chapelle Sainte-Christine, aussi appelée ancienne chapelle Sainte-Christine, est une chapelle catholique désaffectée située à Reviers dans le département français du Calvados en région Normandie.

## Localisation
La chapelle est située dans le département français du Calvados, sur la commune de Reviers, face à l'église Saint-Vigor. Étant une propriété privée, ce site ne se visite pas.

## Historique
L'édifice, daté de la seconde moitié du XIIe et du XIIIe siècle, était une dépendance de l'abbaye de Montebourg. Vendue comme bien national durant la Révolution française, la chapelle est utilisée comme grange au milieu du XIXe siècle quand Arcisse de Caumont rédige son ouvrage. Des fouilles effectuées au XIXe siècle ont permis de dégager des sépultures avec mobilier funéraire composé de bijoux et des vases de céramique et de verre. Les deux dernières travées sont aujourd'hui utilisées à usage d'habitation.
L'édifice est inscrit au titre des monuments historiques le 21 juin 1927.

## Description
Arcisse de Caumont considère dans son ouvrage que son « architecture est intéressante » avec notamment une porte d'entrée pourvue d'archivoltes. L'édifice comporte également des fenêtres en forme d'ogives.
Le pignon du chœur est à peu près intact et comporte deux niveaux. Les baies du premier étage sont encadrées de colonnettes et dotées d'un arc légèrement brisé. À gauche, une double corniche aux modillons courbes sans décor surmonte des contreforts.

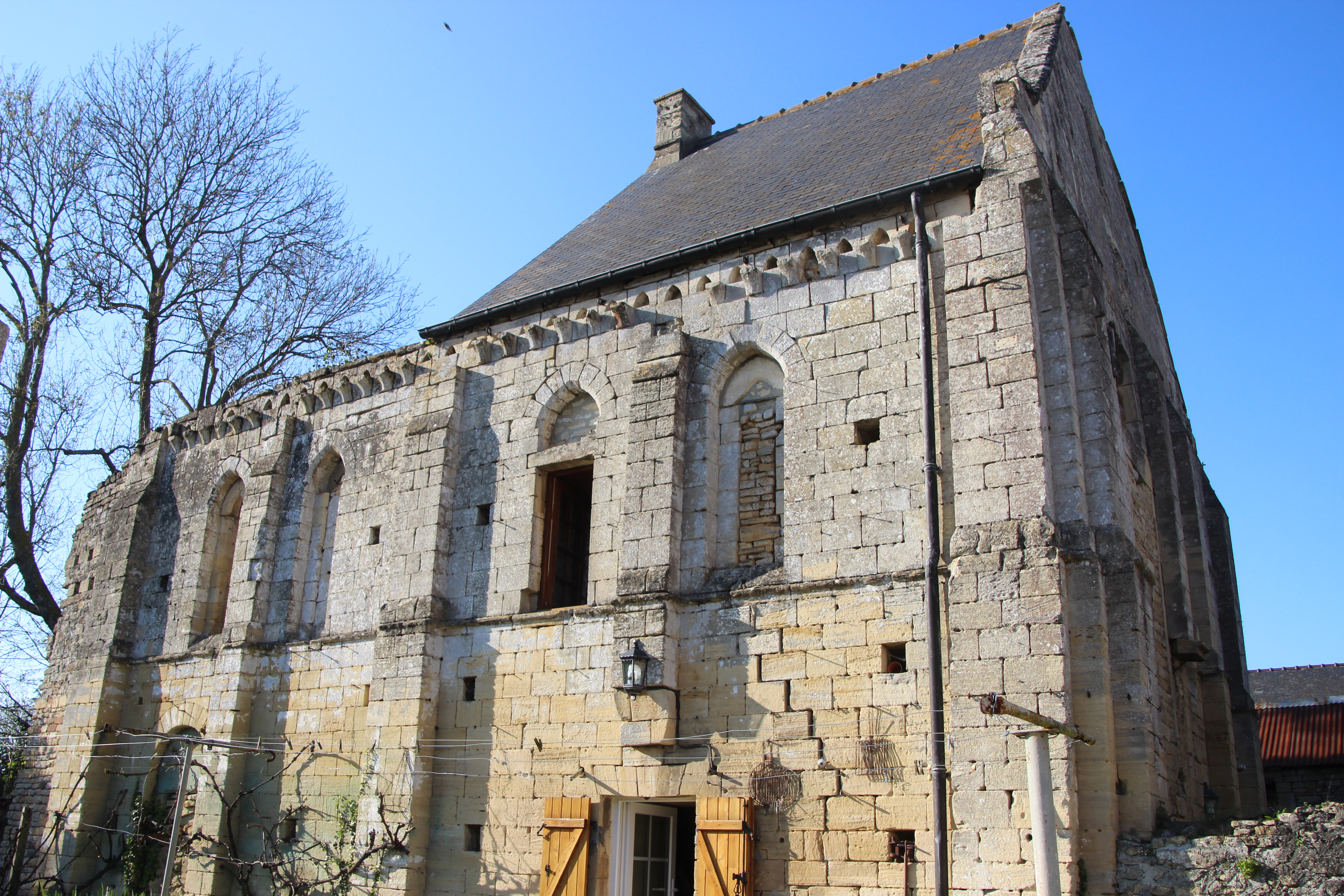
Façade sud, 2017
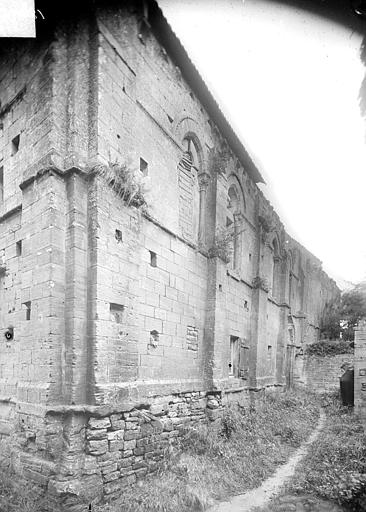
Façade nord de la chapelle, photographie ancienne d'Henri Heuzé (1851-1927)
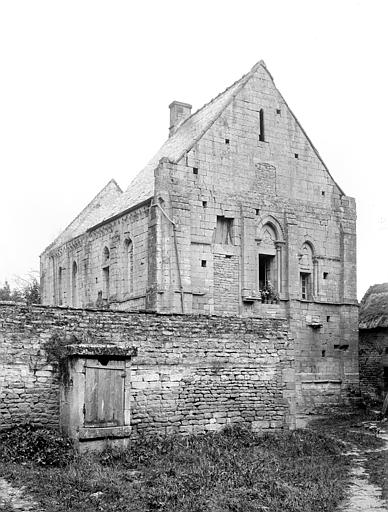
Pignon de la chapelle, photographie ancienne d'Henri Heuzé
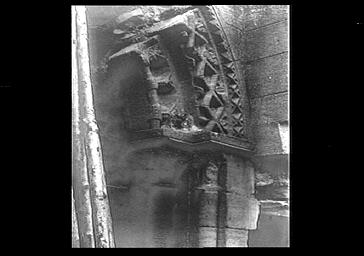
Détail, photographie de Philippe Des Forts (1865-1940)
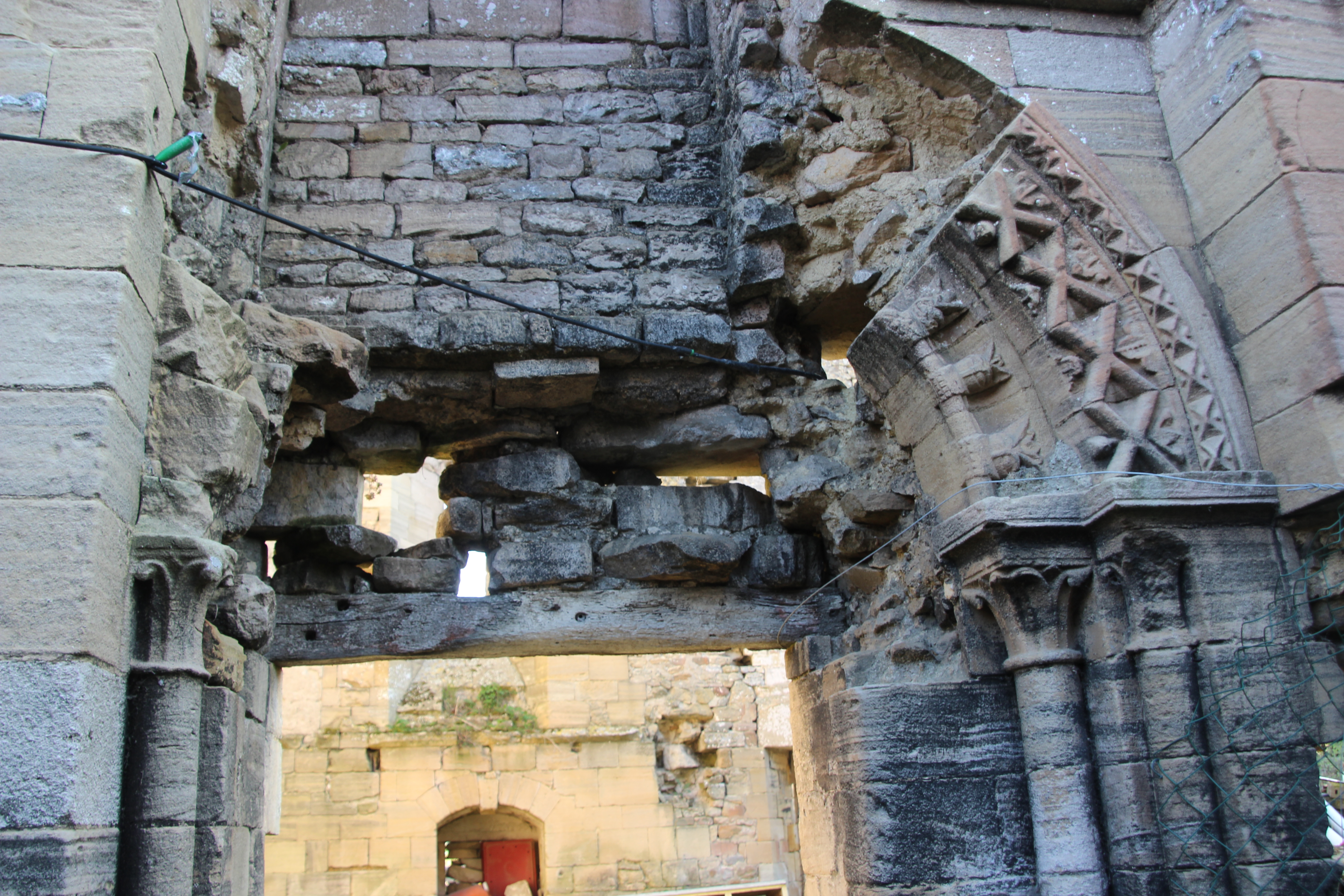
état 2017 du petit portail de la chapelle